# Garden Club de Futebol de Praia
Garden Club é um time profissional de futebol de areia do Paraguai. Em 2017, o Garden Club venceu a Taça Metropolitana de Beach Soccer em cima do Universidade Autónoma de Assunção (UAA), por 5 a 4 na final.
Assim, tanto o campeão Garden Club, como UAA, vice, foram os representantes paraguaios na Copa Libertadores de 2017, na arena do Yacht e Golf Club Paraguayo no Paraguai.